# Jean-Claude Scherrer
Jean-Claude Scherrer Uznach, 20 de julio de 1978) es un exjugador profesional de tenis suizo. Se especializa en la modalidad de dobles.

### Finalista en dobles (10)
| N.º | Resultado | Fecha         | Torneo         | Superficie    | Pareja             | Oponentes en la final   | Resultado |
| --- | --------- | ------------- | -------------- | ------------- | ------------------ | ----------------------- | --------- |
| 1.  | Derrota   | Julio de 2006 | Gstaad, Suiza  | Tierra batida | Marco Chiudinelli  | Jiří Novák Andrei Pavel | 3–6, 1–6  |
| 2.  | Derrota   | Enero de 2009 | Chennai, India | Dura          | Stanislas Wawrinka | Eric Butorac Rajeev Ram | 3–6, 4–6  |